# Les Failles (fête)
Pour les articles homonymes, voir Les Failles.
Les Failles ou Les Alouilles est une fête populaire et folklorique du canton de Genève en Suisse et de la Savoie. Cette fête a lieu le premier dimanche de Carême dans plusieurs communes genevoises. De nos jours, les communes savoyardes célébrant toujours cette fête l'ont combiné avec la fête de la Saint-Jean. Ainsi Les Failles sont fêtées au mois de juin à la place du mois de mars.

## Historique
Cartigny fête les « Failles », au cours du premier dimanche de Carême,, tradition consistant à brûler des perches enrobées de paille, de sarments et de roseaux le soir à l'apparition de la première étoile au lieu-dit « les Roches ». À cette occasion, on y mange des merveilles, une sorte de beignet. Les Failles n'y ont connu d'interruption que durant la Première Guerre mondiale. Cette fête serait d'origine celtique et constituerait une survivance d'Imbolc alors fêtée le 1er février.
À Certoux, sur la commune de Perly-Certoux, le hameau célèbre le Feuillu, fête printanière,. Elle célèbre aussi les Failles, à une date située autour du premier dimanche de carême, tradition consistant à brûler des perches enrobées de paille, de sarments et de roseaux le soir à l'apparition de la première étoile, au lieu-dit "le couvert de Certoux", auparavant près du cimetière.
Cette coutume se nomme les brandons ailleurs en Suisse romande, les Brandons de Payerne et les Brandons de Moudon. en sont les fêtes les plus connues.

## Communes concernées
Tradition se continuant de nos jours
• Saint Jean de la Porte
- Cartigny
- Certoux
- Cognin[8]
- Barby[9]
- Bassens[10]
- Francin[11]
- Tresserve[12]

Tradition éteinte

## Filmographie
- Traditions.ge : Genève à travers 30 traditions, Séverin Bolle, 2007. Documentaire.